# Serbitz (Wiedemar)
Serbitz ist ein Ortsteil der Gemeinde Wiedemar im Landkreis Nordsachsen im Freistaat Sachsen. Das Dorf liegt etwa fünf Kilometer nördlich von Kyhna an der Grenze zu Sachsen-Anhalt. Unmittelbar am Ortsrand von Serbitz wurde Kies abgebaut. Nach dem Kiesabbau ist ein etwa 0,15 km² großer Baggersee entstanden, um den eine Solaranlage gebaut wurde.

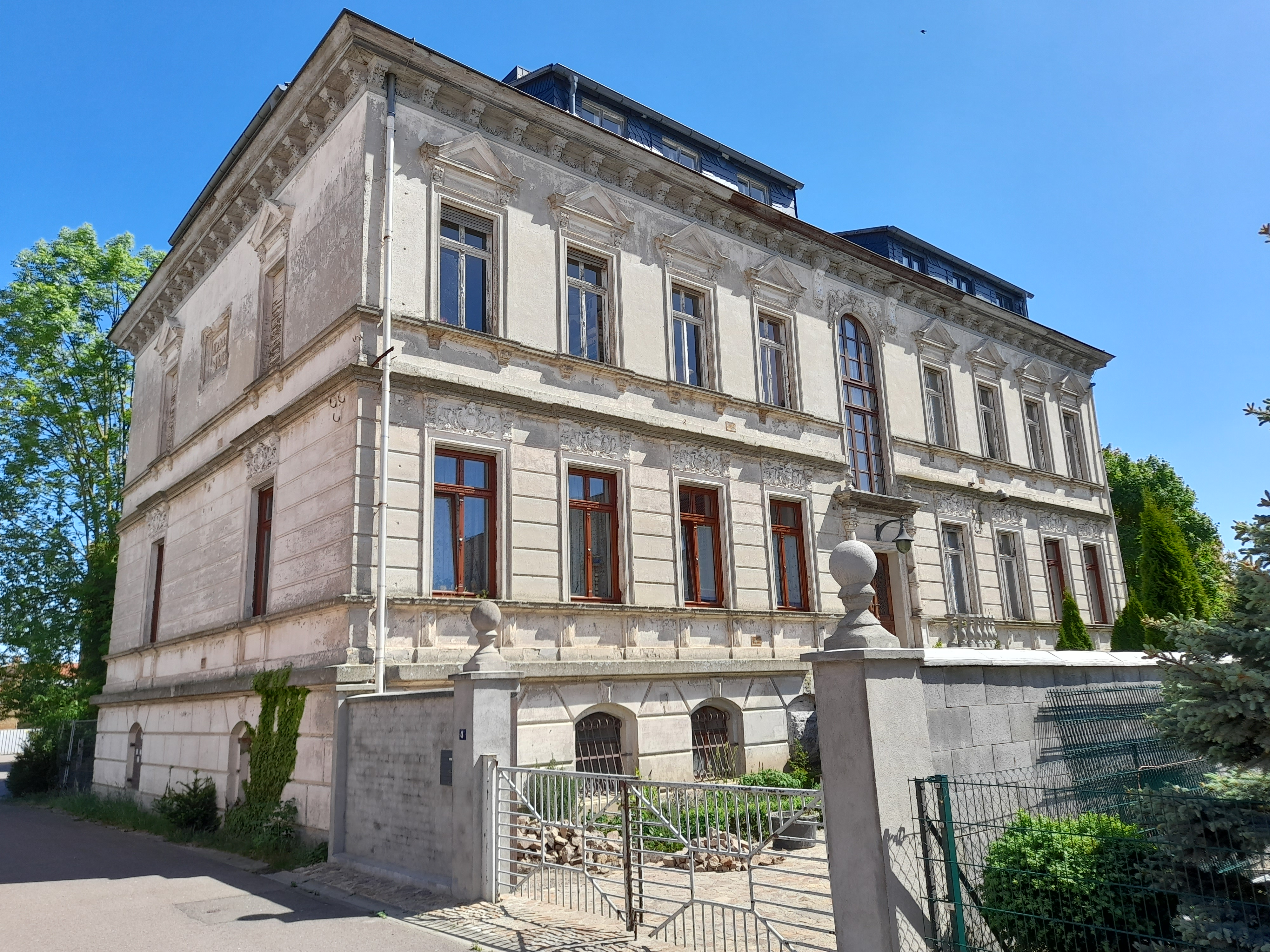
Herrenhaus Serbitz, 2022

## Geschichte
Serbitz wurde urkundlich seit dem 13. Jahrhundert mit verschiedenen Namen erwähnt, darunter Zarewiz (1222), Sarewiz (1278), Serwicz (1350), Serewitz (1378), Serewicz (1404), Große Serbitz und Kleine Serwitz (1442), Serwitz beyde (1518), Serwitz  (1551), Gros Serwitz (1560), ab 1623 Serbitz. Im Jahr 1222 war Serbitz Herrensitz von Martinus de Zarewiz.
Der Ort gehörte bis 1815 zum kursächsischen Amt Delitzsch. Durch die Beschlüsse des Wiener Kongresses kam er zu Preußen und wurde 1816 dem Kreis Delitzsch im Regierungsbezirk Merseburg der Provinz Sachsen zugeteilt, zu dem er bis 1952 gehörte.
Am 20. Juli 1950 wurde Serbitz nach Zaasch eingemeindet. Im Zuge der Kreisreform in der DDR von 1952 wurde Zaasch mit Serbitz dem neu zugeschnittenen Kreis Delitzsch im Bezirk Leipzig zugeteilt, welcher 1994 im Landkreis Delitzsch aufging. 1994 erfolgte die Eingemeindung nach Neukyhna. Mit Auflösung der Gemeinde Neukyhna kam der Ort am 1. Januar 2013 nach Wiedemar.